# Ганджраха
Ганджраха (тадж. Ганҷраҳа, до 2024 года — им. Асомиддина Муродова) — село в Хатлонской области Республики Таджикистан. 
Входит в состав джамоата (сельской общины) Айвадж Шахритусского района.
Находится на расстоянии 24 км от райцентра (пгт. Шахритус) и 4 км от центра джамоата (село Хуршоди).
Прежнее название села означало «место, основанное таджиками». 
Прежнее название — Таджикабад.
Население — 3618 чел. (2017).